# Šimon Gabriel
Šimon Gabriel (* 28. května 2001) je český fotbalista, který hraje jako obránce za český klub Slovan Liberec.

## Klubová kariéra
Z Plzně byl na hostování v prvoligové Mladé Boleslavi a v prvoligových Teplicích. Poté byl na hostování v druholigových týmem Viktoria Žižkov a Vysočina Jihlava. V roce 2023 přestoupil do slovenského Ružomberoka. Od roku 2025 hraje za Slovan Liberec.

## Reprezentační kariéra
Je bývalým mládežnickým reprezentantem.

## Osobní život
Jeho otec Petr a bratr Adam jsou také fotbalisté.